# Estevão Martins de Alvelos
Estevão Martins de Alvelos (1295 -?) foi um nobre e Cavaleiro medieval do Reino de Portugal, tendo sido Senhor da honra de Alvelos e o 1.º Morgado de Alvelos que o seu irmão D. Vasco Martins de Alvelos, Bispo de Lamego, instituiu em 27 de Dezembro de 1302. Foi igualmente Senhor da Quinta de Figueiredo de Alva na freguesia portuguesa do concelho de São Pedro do Sul, no Distrito de Viseu, região Centro e sub-região do Dão-Lafões, e também da Capela de Nossa Senhora do Desterro, na Sé de Lamego.

## Relações familiares
Foi filho de Martim Anes de Alvelos e de Elvira Mendes da Fonseca, filha de Mem Gonçalves da Fonseca (c. 1200 -?) casado com Maria Pires de Cambra. Foi pai de Maria Esteves (1320 -?) casou com Martim Domingues.